# Anklagesatz
Der Anklagesatz ist nach deutschem Strafprozessrecht Teil der Anklageschrift und in § 200 StPO geregelt. Er wird zu Beginn der Hauptverhandlung verlesen. 
Der Anklagesatz besteht aus einem abstrakten Teil, in dem die Strafgesetze und Paragraphen wiedergegeben werden, gegen die der Angeklagte verstoßen haben soll und einem konkreten Teil, in welchem in prägnanter und knapper Form der angeklagte Lebenssachverhalt geschildert wird. Der konkrete Teil legt die Tat im prozessualen Sinne fest (Immutabilitätsprinzip). 
Die Reihenfolge von konkretem und abstraktem Teil kann je nach Bundesland unterschiedlich sein.

## Beispiel
Der Beschuldigte hat beispielsweise sein abgemeldetes Fahrzeug von seinem Wohnort zu einem anderen Ort, ohne die notwendige Fahrerlaubnis zu haben, geschleppt. Der abstrakte Anklagesatz ohne Personalien lautet:
... wird angeklagt,
am <<Datum>>
in <<Ort>> und andernorts
durch dieselbe Handlung
a) die Finanzbehörden pflichtwidrig über steuerlich erhebliche Tatsachen in Unkenntnis gelassen und dadurch Steuern verkürzt zu haben, wobei sie ein der Kraftfahrzeugsteuer unterliegendes Fahrzeug insoweit widerrechtlich benutzt haben, als dem Fahrzeug die verkehrsrechtliche Zulassung fehlte,
b) ein Kraftfahrzeug geführt zu haben, obwohl er die dazu erforderliche Fahrerlaubnis nicht besaß... 
Der konkrete Anklagesatz soll die Tatbestandsmerkmale konkretisieren. 
"Dem liegt folgender Sachverhalt zugrunde:
Der Angeschuldigte schleppte seinen abgemeldeten PKW <<Bezeichnung>>, FIN: <<Fahrgestellnummer>> von der Garage in der A-Straße, in X bis zur B-Straße in Y, ohne im Besitz einer dafür notwendigen Fahrerlaubnis zu sein.
Vergehen strafbar nach § 52 Strafgesetzbuch, § 370 Abgabenordnung, §§ 1, 2 Abs. 5 Kraftfahrzeugsteuergesetz; §§ 2, 21 Straßenverkehrsgesetz."